# Liudmila Saunina
Liudmila Nikolàievna Saunina (en rus: Людмила Фёдоровна Саунина; Iekaterinburg, 9 de juliol de 1952) és una jugadora d'escacs russa, que va jugar sota bandera soviètica.

## Biografia i carrera
Saunina va guanyar el Campionat de la República Soviètica de Rússia els anys 1972, 1979, 1985 i 1986.
Va ser la setena jugadora del món el juliol de 1972. Va rebre el títol de Mestre Internacional Femení el 1973. El 1976 es proclamà campiona femenina de Moldàvia.
Saunina ha guanyat el campionat del món sènior femení (en categoria de més de 50 anys) dues vegades (el 2005 i el 2006.) Després de la seva victòria el 2005, se li va concedir el títol de Gran Mestre Femení.
També va guanyar el Campionat d'Europa Sènior femení el 2009.